# Bou Saâda

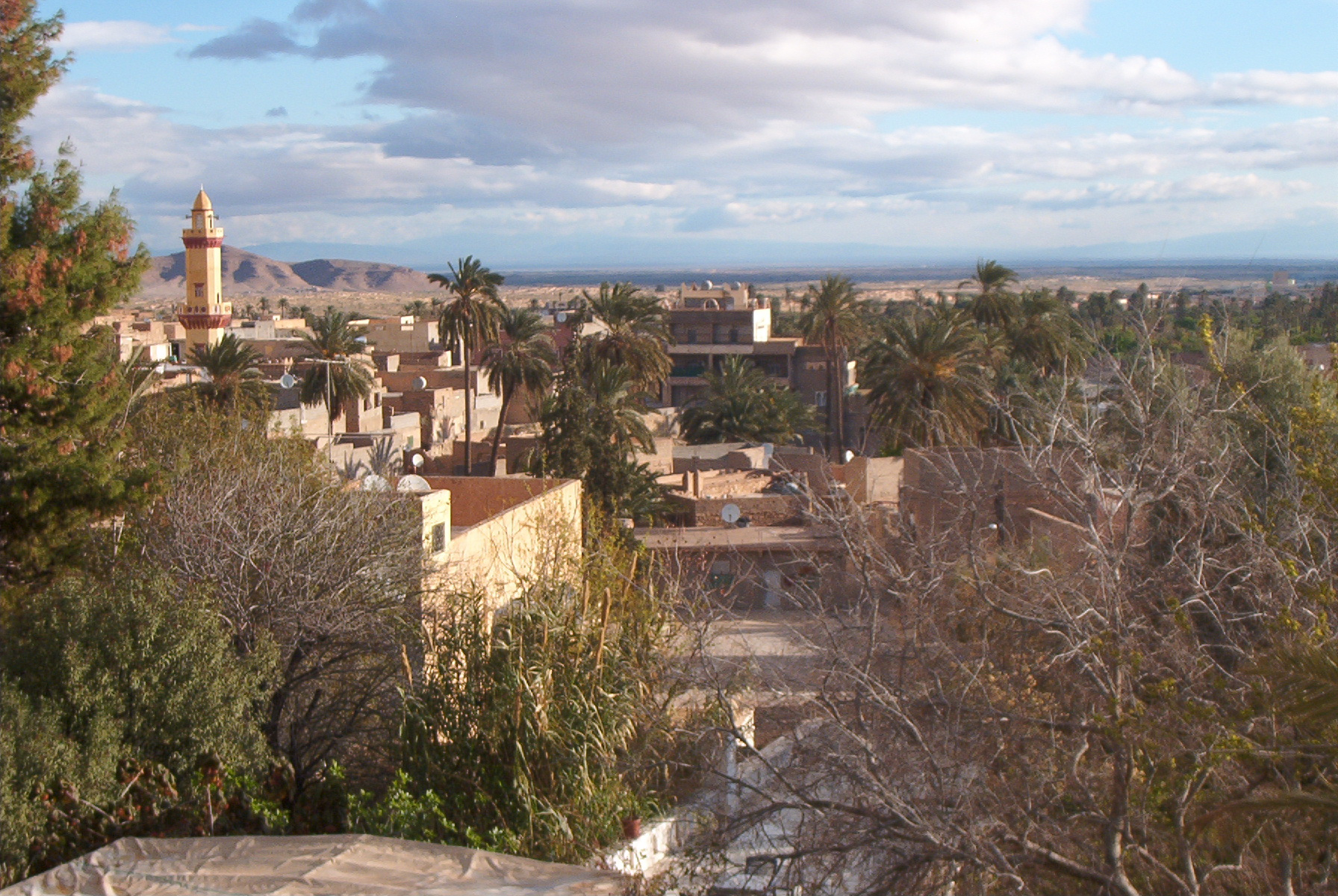
Vy över Bou Saâda.

Bou Saâda (arabiska بو سعادة) är en stad och kommun i norra Algeriet och är den näst största staden i provinsen M'Sila. Folkmängden i kommunen uppgick till 125 573 invånare vid folkräkningen 2008, varav 111 787 invånare bodde i centralorten.